# Annexos de Can Misser
Els Annexos de Can Misser són una obra del municipi de Collbató (Baix Llobregat) protegida com a bé cultural d'interès local.

## Descripció
És un conjunt de quatre dependències agràries annexes a l'antiga era de can Misser unides entre elles per un pati allargat. Hi ha una construcció d'uns 30 m2 al carrer de Pau Bertran tocant a l'antic cementiri parroquial que s'ha usat com a garatge i magatzem. Té uns murs de pedra intercalada amb maó massís. Una de les parets va ser esbotzada fa pocs anys i s'ha reconstruït amb blocs de formigó sense revestir. La coberta és de teula àrab. A part trobem un espai cobert d'uns 40 m2 amb tres obertures que donen pas a tres cups de vi abandonats del pis inferior. També hi ha un cobert de pedra amb volta de mig punt, situat sota el pati comú de les dependències anteriors, usat per guardar-hi animals. Per acabar, hi ha una construcció de pedra i maó, d'uns 100 m2, dividida en dos ambients, té coberta a dues aigües amb els caients orientats a un canaló central, forma gens habitual en l'arquitectura de Collbató. A l'interior hi ha dos cups més de vi.

## Història
El conjunt forma una mostra molt rica i representativa del passat agrícola de Collbató, especialment del món de la vinya. La seva situació, al mig del nucli antic, el fa especialment apte per a la visita turística i cultural. Després de la seva rehabilitació pot ser un espai excel·lent per acollir-hi part de la col·lecció d'elements de vida tradicional que hi ha al museu local.